# Terhely
Terhely (1899-ig Tyerhova, szlovákul Terchová) község Szlovákiában, a Zsolnai kerületben, a Zsolnai járásban.

## Fekvése
Zsolnától 25 km-re keletre fekvő irtványfalu.

## Története
A települést 1580 körül a vlach jog alapján alapították, 1598-ban „Králowa alias Tyerchowa” alakban említik először, ekkor malma és 19 háza volt. 1662-ben „Terchowa” alakban szerepel. A sztrecsény-egbelényi uradalomhoz tartozott. A 17. század második felében részben a vágtapolcai uradalom része lett. Ekkoriban Cieszyn és a Kiszuca vidékéről újabb telepesek is érkeztek a községbe. Utódaikból származik a híres betyár, Juraj Jánošík családja is. 1731-ben templom is épült a településen, melyet Szent Márton püspök tiszteletére szenteltek fel. 1784-ben 438 házában 381 családban 2164 lakosa élt.
A 18. század végén Vályi András így ír róla: „Terchova. Tót falu Trentsén Várm. a’ Sztrecsényi Uradalomhoz tartozik, lakosai katolikusok, fekszik Kisucza Újhelyhez 2 mértföldnyire; földgye valamennyire sovány, legelője, réttye, fája elég van, marhákkal is szoktak kereskedni.”
1828-ban 425 háza és 3427 lakosa volt. Lakói állattartással, legeltetéssel, erdei munkákkal foglalkoztak. A 19. században 10 vizimalma és papírmalma működött.
Fényes Elek 1851-ben kiadott geográfiai szótárában így ír a faluról: „Terchova, népes tót falu, Trencsén vgyében, az Árva megyei határ szélhez közel: 4133 kath., 21 zsidó lak. Kath. paroch. templom. Van nevezetes juh, és tehén tartása; papiros malma; mész-égető kemenczéje, és igen nagy fenyves erdeje. Nevezetes itten a Ratna nevü völgy, melly mindenfelől iszonyu kősziklákkal vétetik körül, s csak a helység felöl nyulik belőle egy keskeny kijárás. F. u. gr. Nyáry. Ut. p. Zsolna.”
A trianoni diktátumig Trencsén vármegye Zsolnai járásához tartozott.
Temploma a második világháborúban elpusztult. 1945. április 7-ről 8-ra virradó éjszaka a németek a falut felgyújtották, ekkor 170 háza égett le. A háború után 96 család költözött Dél-Szlovákiába. A falut 1945 és 1947 között építették újjá. 1945-ig téglagyár, 1967-ig kőbánya működött a községben.

## Népesség
| Év:            | 1994. | 2004.   | 2014.   | 2024.   |
| -------------- | ----- | ------- | ------- | ------- |
| Emberek száma: | 4056  | 4073    | 4038    | 3939    |
| Eltérés:       |       | +0,41 % | -0,85 % | -2,45 % |

| Év:            | 2023. | 2024.   |
| -------------- | ----- | ------- |
| Emberek száma: | 3955  | 3939    |
| Eltérés:       |       | -0,40 % |

1910-ben 3854, túlnyomórészt szlovák anyanyelvű lakosa volt.
2001-ben 4099 lakosából 4063 fő szlovák volt.
2011-ben 4021 lakosából 3969 fő szlovák volt.
2015-ben még él néhány magyar is itt. Legalább egy idős házaspár, akik Kárpátaljáról költöztek oda.
2021-ben 4009 lakosából 3817 (+2) szlovák, 4 magyar, (+1) cigány, 25 (+6) egyéb és 163 ismeretlen nemzetiségű volt.

## Nevezetességei
- Szent Cirill és Metód tiszteletére szentelt római katolikus temploma 1949-ben épült a háborúban elpusztult régi templom helyett.
- Határában húzódik a 600-700 m magas, meredek dolomitszikláktól kísért 7 km hosszú Vrátna völgye.
- A Vrátna szorosa felé vezető zöld dombon, a Kis-Fátrában tornyosodik Juraj Jánošík acéllemezből készült életnagyságúnál nagyobb szobra. A hét és fél méter magas szobrot 1988-ban építették. Alkotója Ján Kulich szobrászművész.

## Képek

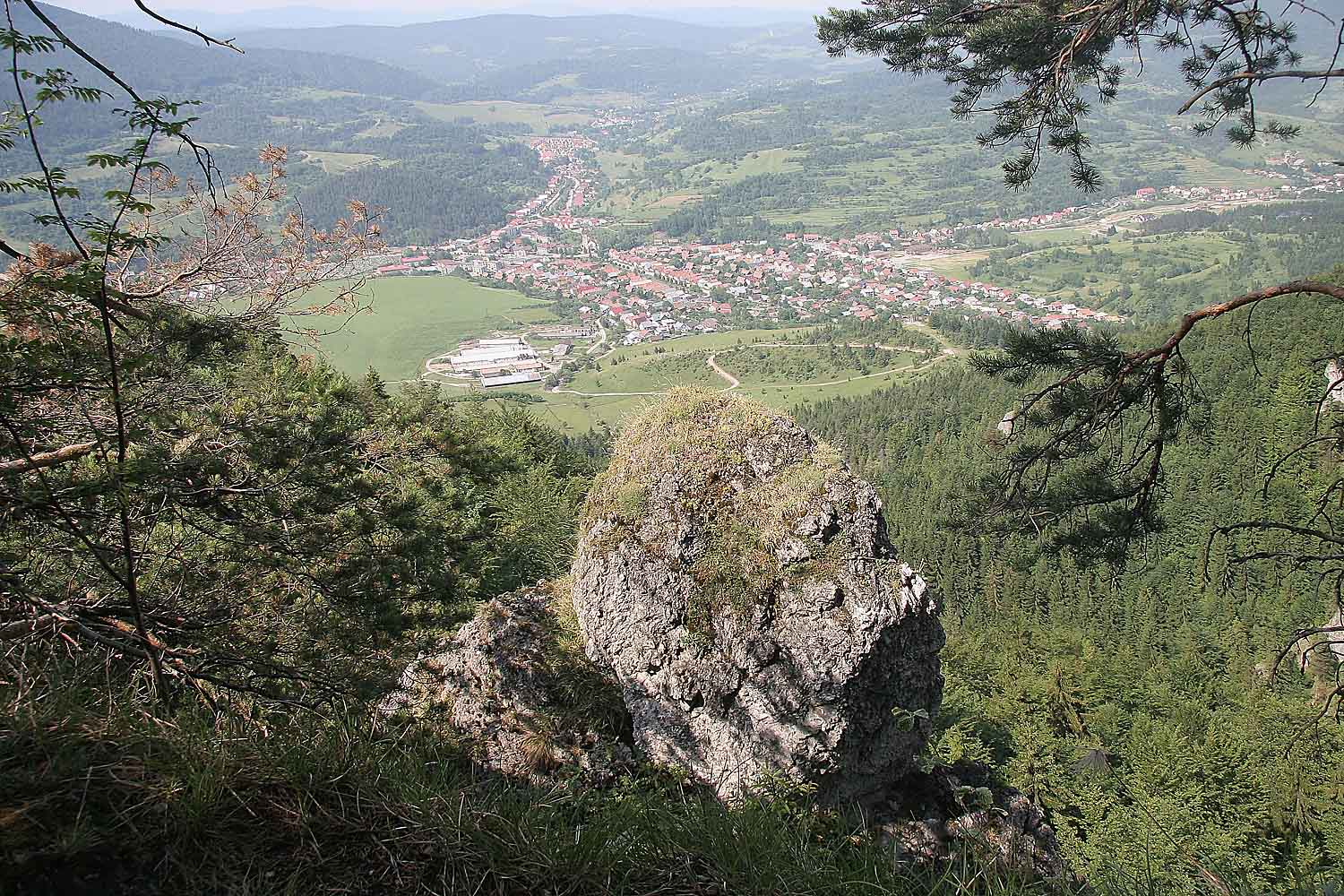
Terhely látképe
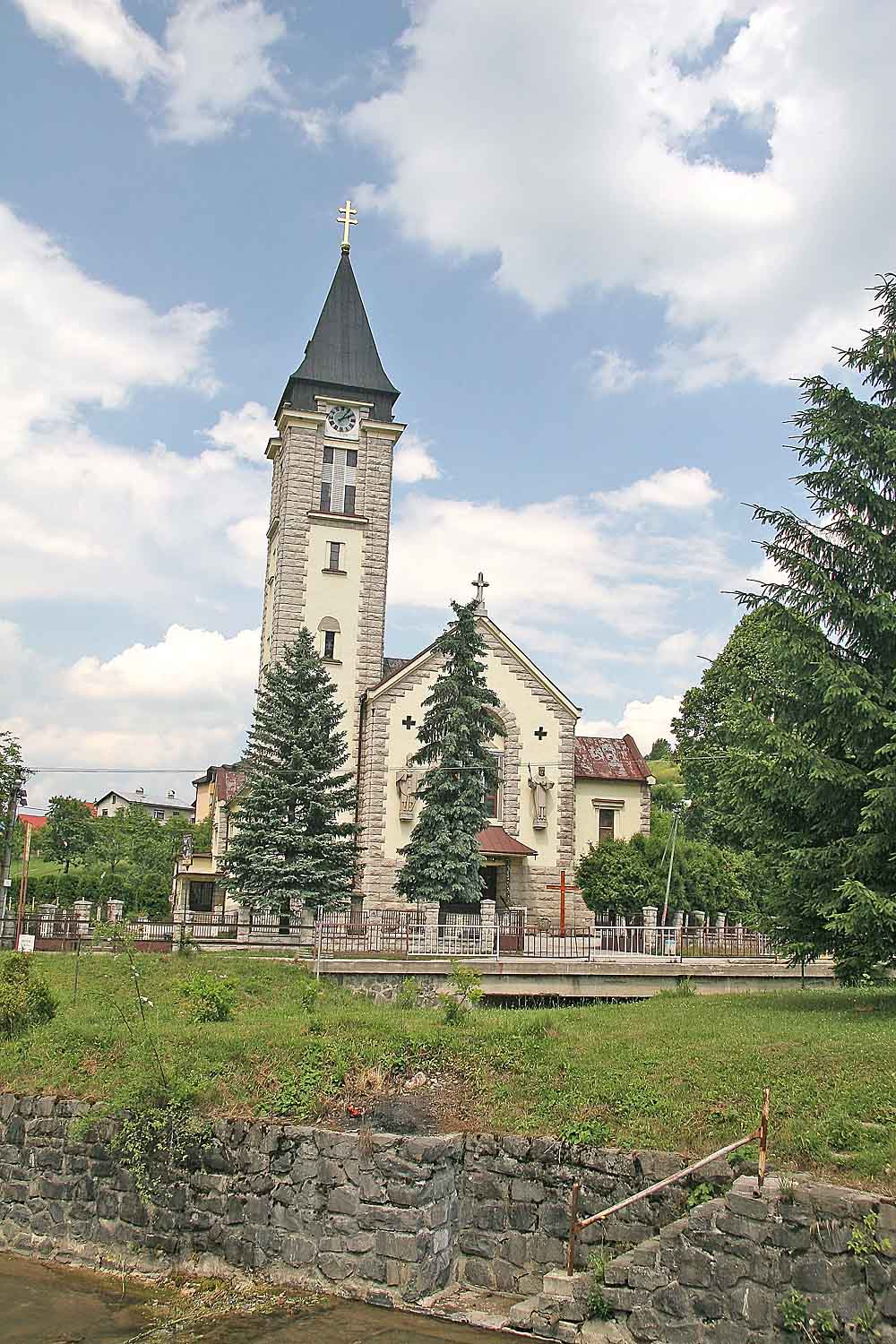
A Szent Cirill és Metód templom
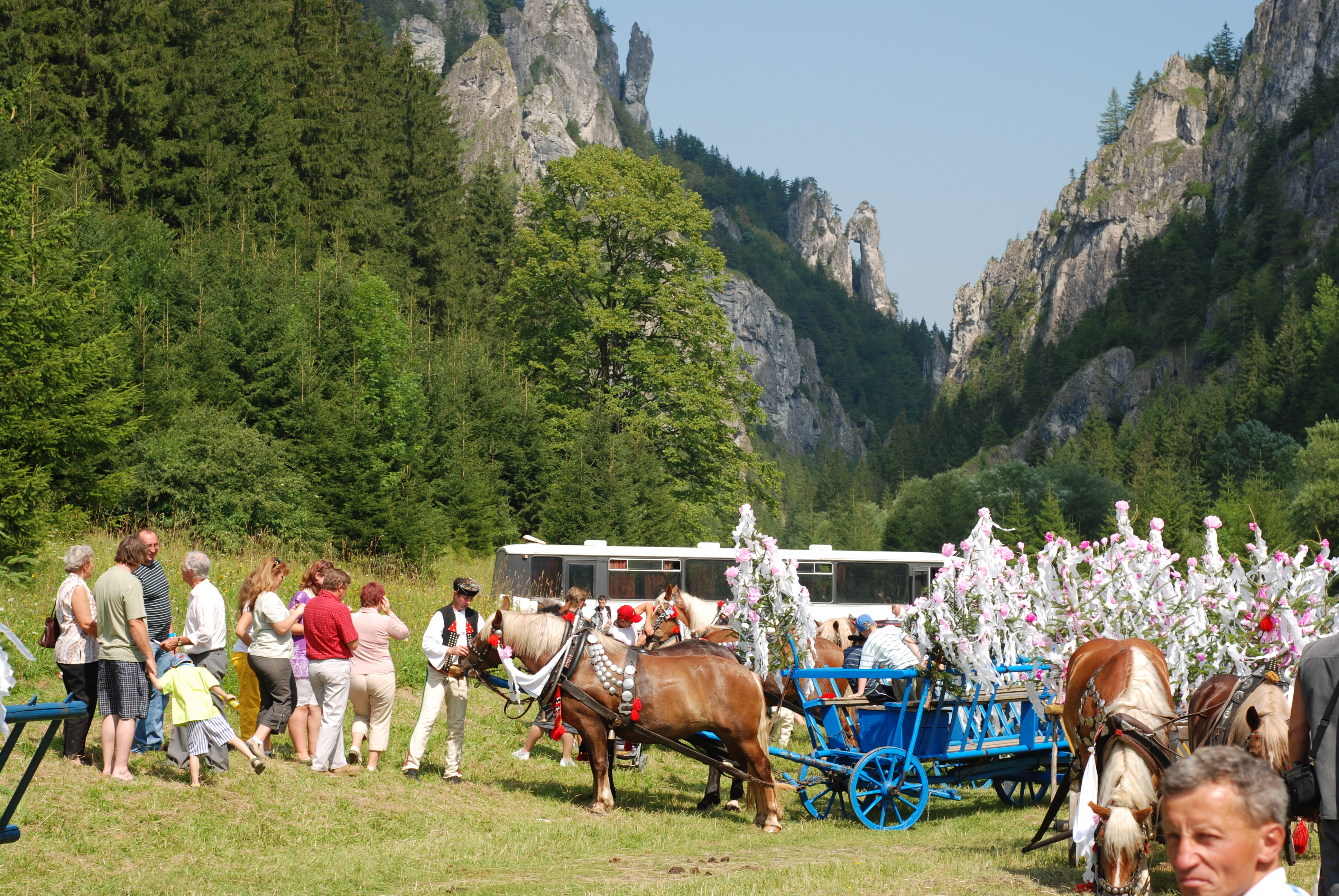
Jánošík-nap
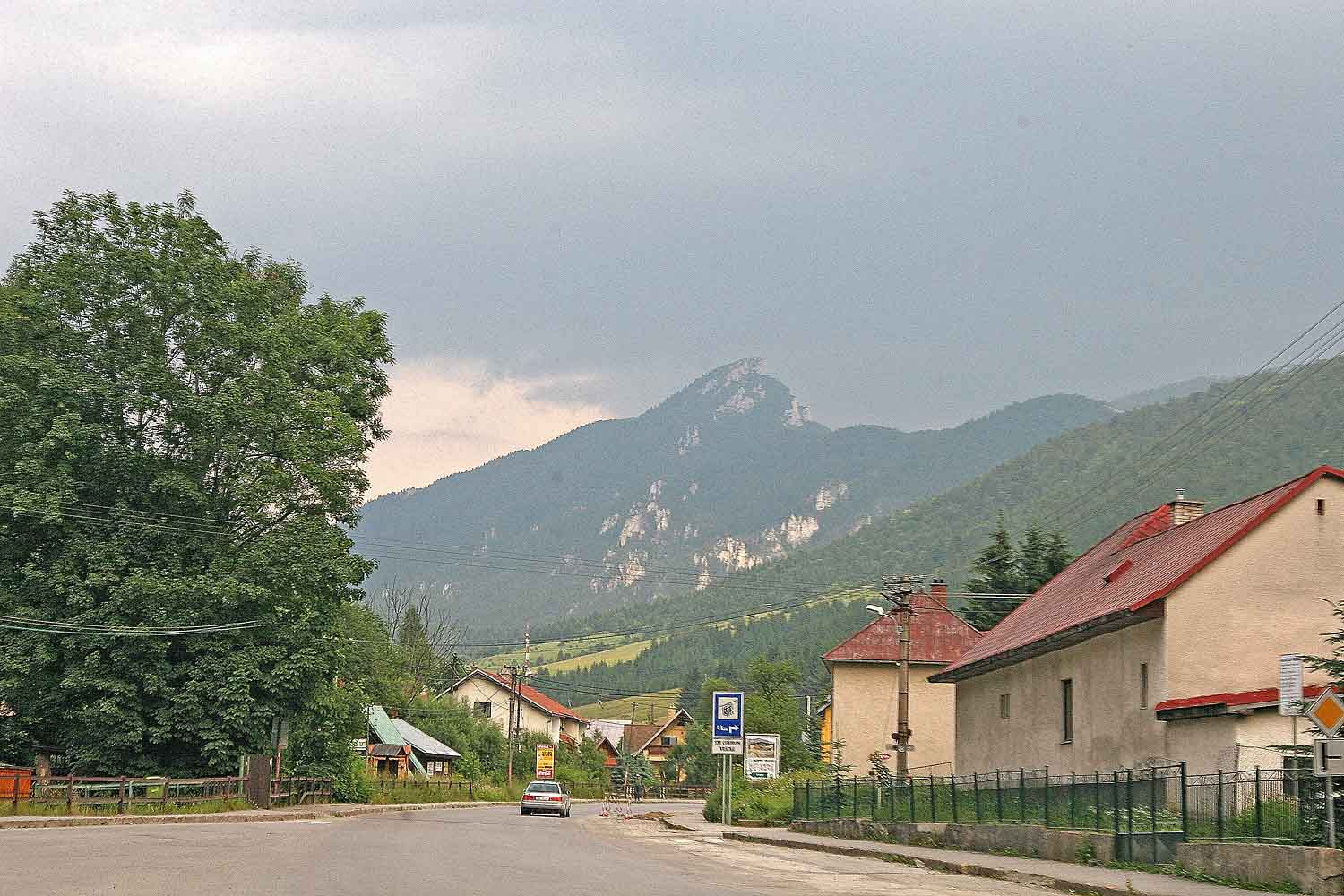
A Kis-Rozsutec (1343 m) a faluból nézve
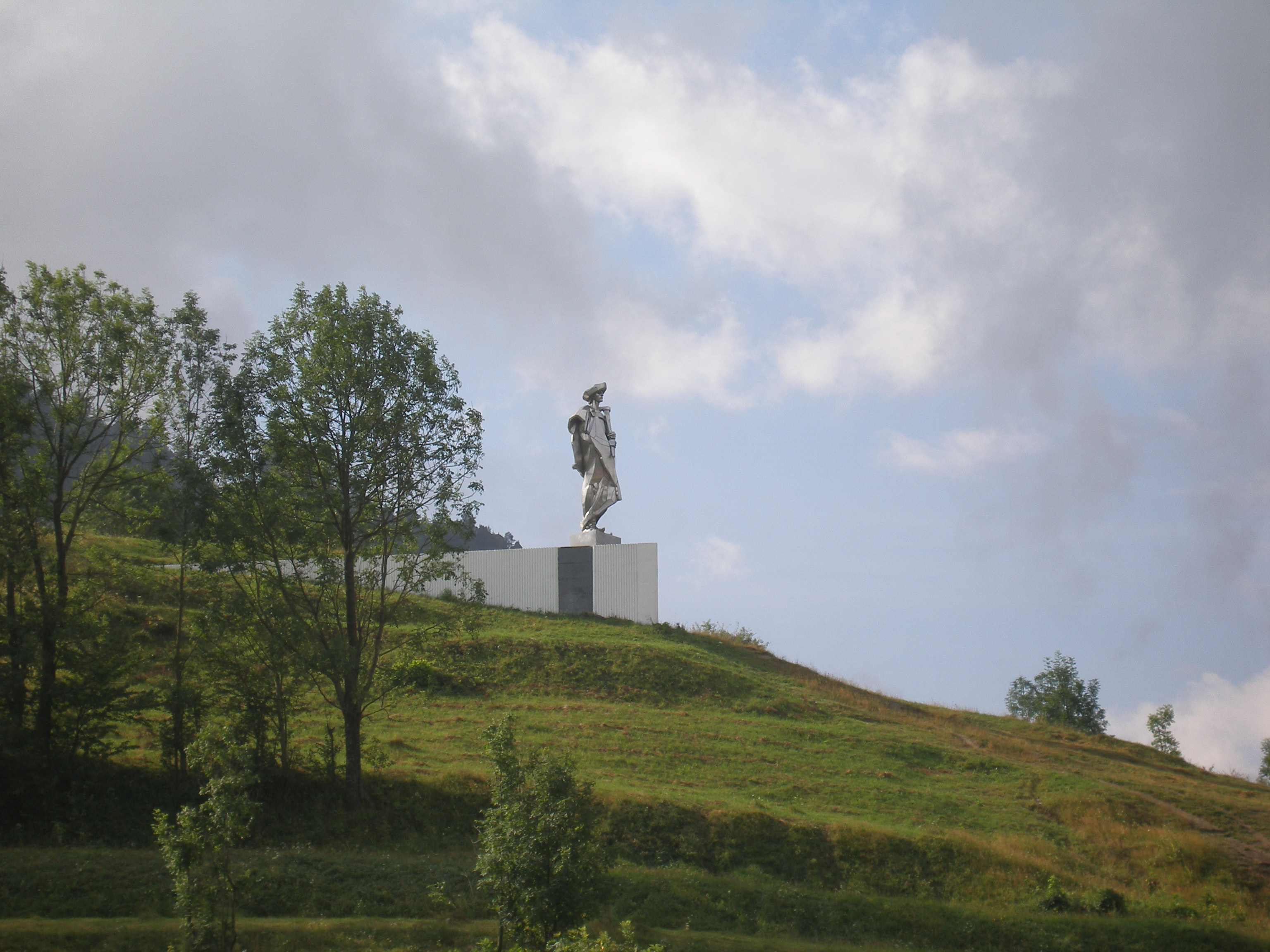
Jánošík szobra

## Híres emberek
Itt született:
- 1688-ban Juraj Jánošík betyár, a legendás szlovák népi hős.
- 1718-ban Kollár Ádám Ferenc, szlovák író, történész, és könyvtáros.
- 1999-ben Róbert Boženík szlovák válogatott labdarúgó, jelenleg a Feyenoord játékosa.

## Külső hivatkozások
- Hivatalos oldal
- E-obce.sk Archiválva 2008. szeptember 25-i dátummal a Wayback Machine-ben
- Községinfó
- Terhely Szlovákia térképén
- Terhely a szlovák múzeumok honlapján
- A község információs portálja